# ANM176
ANM176はフェルラ酸とガーデンアンゼリカの根の抽出物を配合した食品用製剤で、脳機能の維持を目的とした食品やサプリメントとして用いられる。

## ANM176開発の経緯
ANM176は、アミロイドベータタンパク質 (以下ではAβと表記する) によるAβ神経毒性の抑制成分に関する研究が基になって開発された。Aβは、アルツハイマー病の原因タンパク質と考えられている。マウスの脳にマイクロインジェクト（en:Microinjection）したAβは、行動試験における記憶や学習力を阻害するAβ神経毒性が現われる。このAβ神経毒性試験を応用したAβ神経毒性抑制力の評価方法が開発され、健忘に有効と伝承されてきた漢方生薬トウキの根中からAβ神経毒性を抑制する成分がスクリーニングされた。その結果、トウキにはAβ神経毒性抑制する成分が含まれることが判明した。この成分はフェルラ酸とクマリン類で、また、これらの成分にはAβ神経毒性抑制の相乗効果があった。この配合を基にトウキを原料としたINM176が開発された。二重盲検法による臨床試験でINM176は、アルツハイマー病の進行を抑制できる可能性がプラセボ対比で示された。
一方、医薬品として使用されるトウキは食品に使用できないため、ヨーロッパでは古くから食品として利用されているガーデンアンゼリカの根に着目された。しかし、ガーデンアンゼリカの根にはAβ神経毒性を抑制するヒトの消化器官から吸収できる形態のフェルラ酸がほとんど含まれていないため、食品用のフェルラ酸とクマリン類が含まれるガーデンアンゼリカの根の抽出物を配合した食品用製剤ANM176が開発された。

## ANM176の生理作用
ANM176は、臨床試験でもアルツハイマー病の改善に有用である可能性が示されている。ANM176を使用した143名のアルツハイマー病患者の認知機能を3ヵ月ごとに認知機能評価法ADAS-Jcogを用いて評価し、98名は9ヵ月後まで評価した。その結果、軽度から重度まで、どんな進行程度であってもANM176使用者の9ヵ月間の悪化率の平均値は公表された悪化率より抑制されていること、さらに、進行程度が軽度ほど抑制効果が高いこと、また、認知症の医薬品であるドネペジル（アリセプト、エーザイ）を1年以上使い続けて抑制効果が感じられなくなったケースでもドネペジルにANM176を上乗せすることによって再び抑制効果が現れることが確認された。
ANM176は、Aβ神経毒性を相乗的に抑制するフェルラ酸 とガーデンアンゼリカの根に含まれるクマリン類が一定量配合されている。フェルラ酸は高齢によるストレス耐性の低下を抑制し、ガーデンアンゼリカのAβ神経毒性抑制成分のクマリン類には幅広い抗炎症作用がある。

## 注記
1. ↑  ANM176は、株式会社エイワイシーの登録商標（T 5905052）
2. ↑  INMは翰林大学生薬研究所（Institute of Natural Medicine, Hallym University）の登録商標

## 総説
1. ↑  Barone E, Calabrese V, Mancuso C (Apr 2009). “Ferulic acid and its therapeutic potential as a hormetin for age-related diseases.” Biogerontology 10(2): 97–108 (https://link.springer.com/article/10.1007/s10522-008-9160-8)
2. ↑  Kumar N, Pruthi V (Sep 2014). “Potential applications of ferulic acid from natural sources” Biotechnol Rep (Amst) 4: 86-93 (https://www.ncbi.nlm.nih.gov/pmc/articles/PMC5466124/)
3. ↑  Venugopala KN, Rashmi V, Odhav B（2013）. “Review on natural coumarin lead compounds for their pharmacological activity” Biomed Res Int 2013:963248 (https://www.hindawi.com/journals/bmri/2013/963248/